# Kanton Carbonne
Kanton Carbonne (francouzsky Canton de Carbonne) je francouzský kanton v departementu Haute-Garonne v regionu Midi-Pyrénées. Tvoří ho 11 obcí.

## Obce kantonu
- Bois-de-la-Pierre
- Capens
- Carbonne
- Longages
- Marquefave
- Mauzac
- Montaut
- Montgazin
- Noé
- Peyssies
- Saint-Sulpice-sur-Lèze